# Medal 3 Maja
Medal 3-go Maja – odznaczenie państwowe nadawane w II Rzeczypospolitej.

## Historia
Medal został ustanowiony uchwałą Prezydium Rady Ministrów RP 25 kwietnia 1925 jako zaszczytne wyróżnienie za rezultaty osiągane w pracy przez obywateli RP, zachęta do szlachetnej rywalizacji wśród społeczeństwa i pobudzenie w nim zmysłu państwowego.
Ponieważ nie został zatwierdzony przez Sejm odpowiednią ustawą, nadany został tylko raz – w 1925.

## Opis oznaki
Oznakę odznaczenia stanowi dwustronny medal o średnicy 30 mm, wybity w srebrze. Na awersie umieszczony został wizerunek orła państwowego, takiego samego jaki znajdował się na ówczesnych monetach o wartości 1 oraz 2 zł. Poniżej szponów orła umieszczono dwa romby, a w otoku napis: „RZECZPOSPOLITA POLSKA”. Na rewersie medalu natomiast znajduje się dwuwierszowa inskrypcja: „3 MAJ 1925”, a pod nią – liczba porządkowa z numerem nadania. Medal noszony był na wstążce szerokości 38 mm (trójkątnej lub podłużnej) z poprzecznymi biało-czerwonymi paskami.

## Odznaczeni

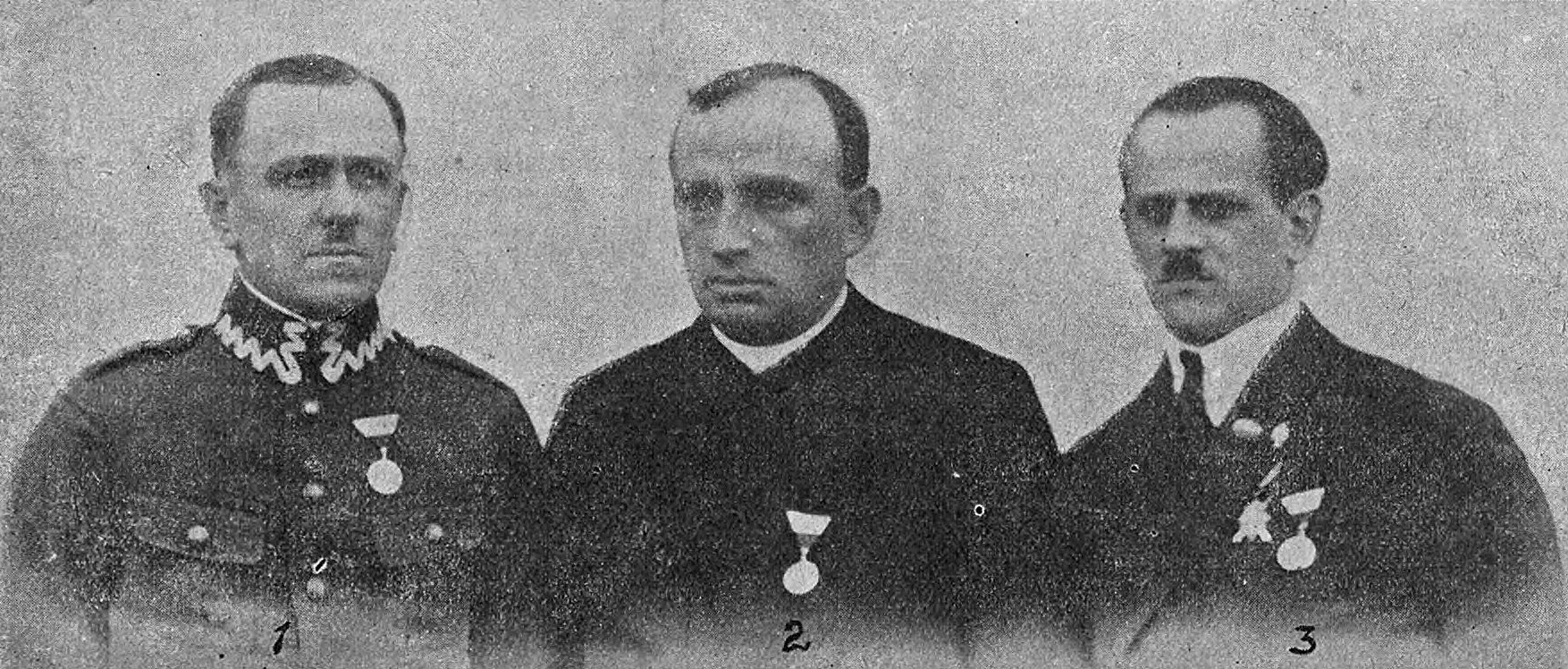
Odznaczeni Medalem 3 Maja z Kutna (1925)

- Z tym tematem związana jest kategoria: Odznaczeni Medalem 3 Maja.

Medal otrzymali przede wszystkim wojskowi, głównie podoficerowie z garnizonu warszawskiego, a także oficerowie, m.in.:
- por. Wiesław Bończa-Tomaszewski
- kpt. Józef Walenty Furmanek
- ppłk Tadeusz Stefan Kamiński
- por. Karol Poraj-Koźmiński
- mjr Remigiusz Kwiatkowski
- por. Franciszek Lewanda
- ppłk Gustaw Paszkiewicz
- mjr Franciszek Perl
- ppłk Tadeusz Petrażycki
- mjr Stefan Szlaszewski